# کفش‌های باله (فیلم)
کفش‌های باله (به انگلیسی: Ballet Shoes) فیلمی تلویزیونی به کارگردانی سندرا گلدباچر و براساس داستانی با همین نام محصول کانال بی‌بی‌سی یک در ۲۶ دسامبر ۲۰۰۷ می‌باشد. اما واتسون یکی از بازیگران این فیلم می‌باشد.